# جوزيف إليكوت
جوزيف إليكوت (بالإنجليزية: Joseph Ellicott)‏ هو محامي وقاضي أمريكي، ولد في 1 نوفمبر 1760 في مقاطعة باكز في الولايات المتحدة، وتوفي في 19 أغسطس 1826 في نيويورك في الولايات المتحدة بسبب شنق.